# Carlsbergfondet
Carlsbergfondet er en erhvervsdrivende fond, der grundlagt af brygger J.C. Jacobsen i 1876. Det er dermed en af de ældste erhvervsdrivende fonde i verden.
Et væsentligt virke i Carlsbergfondet er at støtte dansk grundvidenskabelig forskning inden for humanistisk videnskab, samfundsvidenskab og naturvidenskab. En anden hovedopgave for fondet er at være en aktiv investor med en bestemmende aktiepost i Carlsberg A/S og dermed sikre afgørende indflydelse på Carlsberg Groups strategi. Derfor er Carlsbergfondet forpligtet til at eje aktier med ret til mindst 51 % af stemmerne i Carlsberg A/S.
Udover fokus på fremragende grundforskning lægger Carlsbergfondet særlig vægt på at støtte talentudvikling og generationsskiftet i dansk grundforskning, internationalisering af danske talenter og visionære forskningsnybrud.
Carlsbergfondets daværende formand Flemming Besenbacher (2012-2021) mødte kritik i danske medier for håndtering af kritik og inhabilitet i 2020-21 og afstod herefter muligheden for at kunne vurdere ansøgninger fra Århus Universitet. 

## Baggrund
Carlsbergfondet blev oprettet af brygger J.C. Jacobsen ved Fundats- og Gavebrev af 1876. Carlsbergfondet overtog efter J.C. Jacobsens død hans bryggeri Gamle Carlsberg i 1888. J.C. Jacobsen valgte at testamentere sit bryggeri til Carlsbergfondet, da han mente, at fondet var det bedste værn for hans bryggeri. Derved blev Carlsbergfondet en af verdens første erhvervsdrivende fonde. Fra 1902 blev Carlsberg Bryggerierne drevet af Carlsbergfondet som en selvstændig erhvervsvirksomhed. Det fortsatte, indtil bryggerierne i 1970 blev fusioneret med De forenede Bryggerier A/S.
Carlsbergfondets opgave var i første omgang at yde tilskud til og lede Carlsberg Laboratorium samt støtte dansk forskning. J.C. Jacobsen bad som beskrevet i fundatsen samtidig Det Kongelige Danske Videnskabernes Selskab om at udpege fem professorer fra sin midte til at udgøre fondets bestyrelse. J.C. Jacobsens mente, at videnskabsfolk var "De Fremmeste i Danmark", og derfor var det dem, der bedst kunne varetage hans fond.
Carlsbergfondets fundats er løbende blevet justeret og tilpasset for at sikre, at Carlsbergfondet stedse kan varetage rollen som strategisk ejer i relation til Carlsberg A/S.
I 2013 ændredes fundatsen, således at Carlsbergfondet nu kun er forpligtet til at eje en aktiepost, der giver ret til mindst 51% af stemmerne i Carlsberg A/S.
Den seneste fundatsændring i 2021 betyder, at Carlsbergfondet fra 2023 kun fremsætter to medlemmer af Carlsbergfondets bestyrelse som kandidater til bestyrelsen i Carlsberg A/S. Den ene kandidat vil være Carlsbergfondets formand, der tiltænkes rollen som næstformand i bestyrelsen for Carlsberg A/S, mens den anden kandidat vælges blandt og af fondets bestyrelse baseret på relevante kompetencer i relation til bestyrelsen i Carlsberg A/S.

## Carlsbergfondet støtter
Carlsbergfondet støtter de bedste forskere med de mest lovende projekter gennem forskellige udbudte virkemidler - alle sammen inden for dansk grundforskning på højt internationalt niveau. Fondet ønsker at fremme internationaliseringen og vækstlaget i dansk grundforskning ved at støtte de i særklasse bedste og mest talentfulde yngre forskere. Carlsbergfondet prioriterer også forskere, der arbejder på tværs af videnskabelige fagområder.

### Forskningspris
Carlsbergfondets forskningspris er blevet uddelt hver tår siden 2011 til to danske forskere inden for hhv. naturvidenskab og humaniora, der har bidraget afgørende til grundforskning. Med prisen følger 1 mio. kr., hvoraf de 250.000 er til personen selv, mens resten er støtte til et forskningsprojekt.
Modtagere
| År   | Modtagere                                | Forskningsområde                   |
| ---- | ---------------------------------------- | ---------------------------------- |
| 2011 | Lene Vestergaard Hau                     | Fysik                              |
| 2011 | Dan Zahavi                               | Filosofi                           |
| 2012 | Ole Wæver                                | International politik              |
| 2012 | Kristian Helin                           | Molekylærbiologi                   |
| 2013 | Jørgen Christensen-Dalsgaard             | Astronomi                          |
| 2013 | Claus Bundesen                           | Psykologi                          |
| 2014 | Gitte Moos Knudsen                       | Neurobiologi                       |
| 2014 | Jesper Ryberg                            | Filosofi                           |
| 2015 | Andreas Roepstorff                       | kognition, kommunikation og kultur |
| 2015 | Jens Kehlet Nørskov                      | Fysik                              |
| 2016 | Tobias Holck Colding                     | Matematik                          |
| 2016 | Morten Broberg                           | International udviklingsret        |
| 2017 | Mette Birkedal Bruun                     | Kirkehistorie                      |
| 2017 | Karl Anker Jørgensen                     | Kemi                               |
| 2018 | Tim Bollerslev                           | Finansiel økonometri               |
| 2018 | Poul Nissen                              | Strukturel biologi                 |
| 2019 | Mikael Rask Madsen                       | Jura                               |
| 2019 | Thomas Kiørboe                           | Marine økologi                     |
| 2020 | Ikke uddelt grundet coronaviruspandemien |                                    |
| 2021 | Eske Willerslev                          | Evolutionsbiologi                  |
| 2021 | Dorthe Berntsen                          | Psykologi                          |
| 2022 | Dorthe Dahl-Jensen                       | Fysiker og iskerneforsker          |
| 2022 | Frederik Stjernfelt                      | Semiotik og idéhistoriker          |

## Overskuddet fra Carlsberg A/S går tilbage til samfundet
Det var J.C. Jacobsens ønske, at det var fondet, der skulle sørge for udviklingen af bryggeriet samt sikre Carlsberg-øllets kvalitet gennem videnskaben. Disse ønsker er stadig en integreret del af Carlsbergfondets DNA. Det er fondets vision at forvalte arven efter brygger J.C. Jacobsen således, at hans tanker, idéer og fondets fundats tilgodeses, tilpasses nutiden og medvirker til at præge fremtiden for Carlsberg, videnskaben og samfundet. Forvaltningen af Bryggerens arv indebærer derfor, at overskuddet fra Carlsberg A/S altid går tilbage til samfundet.
Uden J.C. Jacobsen havde Danmark således været fattigere på øl. Men Danmark havde også været fattigere på alt det, som J.C. Jacobsen via sin mæcenvirksomhed fik skabt, og som Carlsbergfondet i dag fortsat bevilger økonomisk støtte til gennem Fondets afdelinger: Carlsberg Laboratorium, Det Nationalhistoriske Museum på Frederiksborg, samfunds gavnlige aktiviteter gennem Tuborgfondet og støtte til grundforskningen i Danmark.
J.C. Jacobsens søn, Carl Jacobsen, oprettede i 1902 Ny Carlsbergfondet. Han var meget kunstinteresseret, og med den nye fond ønskede han af støtte dansk kunst. Da Carl Jacobsen overdrog sit bryggeri, Ny Carlsberg, til Carlsbergfondet fulgte hans fond med. I dag er Ny Carlsbergfondet en selvstændig afdeling under Carlsbergfondet og bestyrer blandt andet Ny Carlsberg Glyptotek. Fordelingen af overskuddet fra Carlsberg Bryggerierne mellem Carlsbergfondet og Ny Carlsbergfondet blev fastsat i 1916.

## Carlsbergfondets afdelinger
Carlsbergfondet yder tilskud til og driver sit arbejde gennem fondets fire afdelinger:
- Carlsberg Laboratorium – Tilføjet 1876
- Det Nationalhistoriske Museum på Frederiksborg Slot – Oprettet 1878
- Ny Carlsbergfondet – Oprettet 1902
- Tuborgfondet – Tilføjet 1991

Carlsbergfondet ejer J.C. Jacobsens oprindelige bolig på bryggeriområdet i Valby. Ejendommen benævnes Carlsberg Akademi og består af såvel konferencefaciliteter på ca. 400 kvm såvel som en forskerbolig på 1. sal på ca. 200 kvm.
Carlsbergfondet indviede 2. september 2016 22 forskerboliger i Carlsberg Byen. Boligerne huser topforskere fra ind- og udland.
Hvert år uddeler Carlsbergfondet to store forskningspriser til henholdsvis en naturvidenskabelig og en humanistisk/samfundsvidenskabelig forsker, som afgørende har bidraget til grundforskning. Fondet afholder løbende forskningskonferencer og andre events. Blandet andet stod Carlsbergfondet bag Stephen Hawkings besøg i København i august 2016.

## Formænd
Indtil 2012 kaldtes den øverste ledelse "direktion". I 2012 ændrede Carlsbergfondets direktion navn til "bestyrelse", hvilket blev vedtaget af Videnskabernes Selskab
- 1876-1886: Johan Nicolai Madvig
- 1886-1889: Christen Thomsen Barfoed
- 1889-1909: Edvard Holm
- 1909-1913: Sophus Mads Jørgensen
- 1913-1926: Kristian Erslev
- 1926-1933: Anders Bjørn Drachmann
- 1933-1955: Johannes Pedersen
- 1955-1963: Børge Jessen
- 1963-1969: Stig Iuul
- 1969-1971: Poul Brandt Rehberg
- 1971-1976: Frantz Blatt
- 1976-1993: Kristof Glamann
- 1993-2002: Poul Christian Matthiessen
- 2002-2012: Povl Krogsgaard-Larsen
- 2012-2021: Flemming Besenbacher
- 2021-nu: Majken Schultz

### Øvrige bestyrelsesmedlemmer
Denne liste er ufuldstændig; hjælp gerne med at udfylde den.
- 1876-1885: Peter Panum
- 1876-1897: Japetus Steenstrup
- 1887-1902: J.L. Ussing
- 1887-1917: Christian Christiansen
- 1889-1920: Eugen Warming
- 1902-1913: Vilhelm Thomsen
- 1914-1917: Hector F.E. Jungersen
- 1917-1936: Valdemar Henriques
- 1918-1950: Johannes Hjelmslev
- 1921-1931: C.H. Ostenfeld
- 1931-1956: Niels Bjerrum
- 1933-1952: Poul Tuxen
- 1952-1957: Kaare Grønbech
- 1963-1978: Arne Noe-Nygaard
- 1965-1972: Aksel Tovborg Jensen
- 1971-1980: Christian Crone
- 1972-19??: Henrik Glahn
- 1972-1996: C.J. Ballhausen
- 1978-1986: Tove Birkelund
- 1980-1993: Ebba Lund
- 1986-2009: Axel Michelsen
- 1993-2013: Per Øhrgaard
- 2003-2012: Niels Kærgård
- 2013-2018: Nina Smith
- 2010-2021: Lars Stemmerik
- 2012-nu: Søren-Peter Olesen
- 2013-nu: Carl Bache
- 2021-nu: Jens Hjorth
- 2022-nu: Susanne Mandrup